# 29203 Schnitger
29203 Schnitger è un asteroide della fascia principale. Scoperto nel 1991, presenta un'orbita caratterizzata da un semiasse maggiore pari a 2,6056020 UA e da un'eccentricità di 0,1438784, inclinata di 4,46496° rispetto all'eclittica.